# HMS Pique (1800)
Pour les autres navires du même nom, voir HMS Aeolus et HMS Pique.
Le HMS Pique est une ancienne frégate française de 38 canons, la Pallas, capturée par la Royal Navy en 1800. Elle est démolie après 19 ans de service dans celle-ci.

## Histoire

### Marine française
La construction de la Pallas commence en novembre 1795 à Saint-Malo. La Marine française l'acquiert en janvier 1799 et elle entre en service en septembre de la même année en tant que frégate de cinquième rang. Le 6 février 1800, la frégate elle fait route pour Brest ; au large du cap Fréhel, elle rencontre alors deux corvettes anglaises, les HMS Fairy (18 canons) et Harpy (16 canons). Après deux heures de combat, la frégate tente de fuir, mais elle tombe nez à nez avec trois navires anglais, les HMS Loire (38 canons), Danae (20 canons) et Railleur (16 canons). Après quelque bordées, la Pallas se rend au Harpy. 

### Royal Navy
Renommée Aeolus, la frégate subit une refonte à Plymouth ; en janvier 1801, elle est renommée Pique et mise en service dans la Royal Navy. Elle participe notamment à la bataille du cap Ortegal et à la prise de la Martinique en 1809 avant d'être revendue pour démolition le 22 juillet 1819.